# 용과 용의 대격전
용과 용의 대격전(龍─龍─大激戰)은 일제강점기 단재 신채호가 지은 장편소설이다. 1928년에 간행되었다. 우화 형태의 혁명소설로, 자유연합사상(아나키즘)의 교본으로 알려졌다.
신채호가 베이징에서 망명 생활 말기에 ‘연시몽인(燕市夢人)’이라는 필명으로 유고로 남겼다. 비록 논문투가 채 가셔지지 않았다는 평도 있지만, 무정부주의자 동방연맹대회(東邦聯盟大會) 때 신채호가 작성한 ‘선언문’의 취지 연장선 위에서 비상한 민중혁명문학의 구체적 추구로 그 선구성이 입증되는 환상소설이라 평가 받고있다.